# Diakonissen-Kommunität Zionsberg
Die Diakonissen-Kommunität Zionsberg ist auch unter der Bezeichnung „Scherfeder Diakonissen-Kommunität“ bekannt. Die evangelische Kommunität ist ein eingetragener Verein und in Scherfede, einem Stadtteil der ostwestfälischen Stadt Warburg, beheimatet.

## Geschichte
Die Arbeit in Scherfede begann 1950 mit der Entsendung der Diakonisse Dore Schellenberg (1904–1993) vom Mutterhaus Sarepta in Bethel in die Diaspora-Gemeinde nach Scherfede. Sie war gleichzeitig Pastorin und langjährige Priorin der Kommunität. Mit ihrer Unterstützung errichtete die Gemeinde ein Altersheim, eine Pflegevorschule, um junge Mädchen bei der Berufsfindung zu unterstützen, und ein Kinderheim. Die Bildungseinrichtung wurde auf einer Erhebung bei Scherfede, die den Namen „Zionsberg“ trug, erbaut. Der Name „Zionsberg“ bezieht sich auf den Berg Zion, einen Hügel in Jerusalem. Organisatorische und inhaltliche Gründe sorgten dafür, dass sich die Kommunität vom Mutterhaus Sarepta löste.
Das führte 1958 zur Gründung des „Diaspora-Diakonissen-Mutterhaus Zionsberg“; die erste Oberin wurde Diakonisse Dore Schellenberg (1904–1993). Die Ordensschwestern entschlossen sich, der Ordensgemeinschaft beizutreten und ein Ordensgelübde nach den Evangelischen Räten abzulegen. 
1971 erfolgte die Umstrukturierung in den Verein Diakonissen-Kommunität „Zionsberg“, der 1972 in das Vereinsregister eingetragen wurde. Seit Juni 1973 leben alle Schwestern auf dem Zionsberg, gleichzeitig wurde neben dem Mutterhaus auch ein Noviziat errichtet. Das Postulat dauert ein Jahr, danach folgt die Einkleidung, der eine siebenjährige Zeit als Novizin folgt. Hiernach wird die Einsegnung vollzogen, bei der das ewige Gelübde abgelegt wird. Im Verlauf des Jahres 1973 begann die Arbeit im Einkehrhaus, welches aus der ehemaligen Pflegevorschule entstand. Der erste Einkehrtag konnte Weihnachten 1973 stattfinden. Die Gebäude wurden ca. 1978 an den Verein übertragen, und 1981–1982 wurde eine Kapelle mit Klausurtrakt erbaut. 
Heute leben acht Schwestern auf dem Zionsberg, die Kommunität hat keine angestellten Mitarbeiter und kann auf freiwillige Helfer zurückgreifen.
Von den Schwestern sind drei außerhalb des Hauses beschäftigt: eine Schwester unterrichtet im Schulkindergarten und der Gemeinschaftsgrundschule in Warburg, eine weitere Diakonisse leistet Sozialarbeit im Altenkreis Warburg und die dritte Schwester ist die Leiterin des kommunalen Kindergartens im hessischen Wrexen. Zu den Angeboten der Kommunität gehören Einkehrtage in der Karwoche und zu Ostern, Bibeltage über Pfingsten, Bußtage, Tage der Begegnung, Mitfeier beim 1. Advent und Weihnachten, ökumenische Kontaktpflege, Gottesdienste und schließlich die Kontaktpflege zu den anglikanischen Ordensgemeinschaften und den Diakonissen in den Vereinigten Staaten.

## Geistliches Leben und Aufgaben
Der Tagesablauf wird durch die Stundengebete geprägt. Der Schwerpunkt ist die Betreuung der Gäste und die Arbeit im Gästehaus. Nach dem ersten Stundengebet um 6 Uhr treffen sich die Ordensschwestern alle drei weiteren Stunden zum Gebet. Um 9 Uhr ist die Gästegebetszeit und um 15 Uhr eine schweigende Anbetung. Ansonsten gilt die benediktinische Regel „Ora et labora“.